# Sparmann S1A
Sparmann S1A (av tillverkaren skrivet: S.1.a.), i svenska flygvapnet betecknad P 1 (Provflygplan 1), även kallad "Sparmannjagaren", var ett svenskt övningsflygplan för allmän flygträning och jaktflygsträning, konstruerat av E. Sparmanns flygplanverkstad i Stockholm.

## Historik
Flygplanet konstruerades av Edmund Sparmann som övningsflygplan för att öva jaktpiloter utan att behöva använda de dyra jaktflygplanen. Flygstyrelsen var först mycket avvisande till flygplanstypen men efter flera uppvaktningar till olika myndigheter lyckades Sparmann få en beställning på tre flygplan i oktober 1935.
Flygplanet gavs fabriksbeteckningen S1A och var ett litet lågvingat monoplan. Flygplanskroppen var tillverkad i en svetsad fackverkskonstruktion av stålrör. Vingarna tillverkades runt en träbalk som försågs med spryglar som sedan kläddes med fanér. Roderytorna kläddes med linneduk. Landstället  som var försett med stötdämpare var fast och som avlastning för bakkroppen fanns en sporre monterad under fenan. Som motoralternativ försågs flygplanet med en luftkyld inverterad de Havilland Gipsy Major på 130 hk.  
Under juli 1936 levererades de tre första flygplanen till Flygvapnet med placering på F 5 Ljungbyhed. I februari 1937 beställde Flygstyrelsen ytterligare sex flygplan. Tillverkningen skedde vid Sparmanns flygverkstäder på Luxgatan 1–3 på Lilla Essingen.
I februari 1938 köpte man även Sparmanns demonstrationsflygplan (SE-AEY). Flygplanen i Flygvapnet hade ingen beväpning men kunde förses med en kulsprutekamera för registrering av resultat under jaktstridsövning. Några flygplan försågs senare med täckt förarkabin. Flygplanet användes ofta till sambandsflygningar långt in på 1940-talet och endast i någon mån för viss fortsatt flygträning (AFT).
Totalt tillverkade Sparmann elva S1A av varav tio levererades till Flygvapnet. Det elfte var den civilregistrerade prototypen (SE-ADX), som totalhavererade den 25 augusti 1935 i samband med flyguppvisning vid invigningen av flygplatsen i Jönköping. Haveriet filmades och kan ses i filmen Ungdom av idag. Piloten Fredrik Lambert-Meuller klarade sig undan äventyret med endast mindre skador. 
I slutet av 1945 fanns tre flygplan kvar vid F 1 Hässlö och F 13 Norrköping, de utbjöds till försäljning i april 1946, men när ingen visade något intresse för att köpa flygplanen kasserades de i januari 1947. Ett flygplan räddades undan och finns i dag bevarat på Flygvapenmuseum i Linköping.